# Esther Ndiaye
Pour les articles homonymes, voir Ndiaye.
Esther Ndiaye est une animatrice de télévision et actrice sénégalaise. 

## Biographie
De 2014 à 2016, Esther Nidaye est animatrice sur la chaîne télévisée TFM et présente l'émission Dakar ne dort pas. 
En 2019, elle interprète le rôle de Racky Sow dans la série à succès Maîtresse d'un homme marié. Racky travaille comme contremaître dans le milieu de la construction et vit avec sa mère avec qui elle entretient une relation difficile. On apprend plus tard qu'elle est hantée par le souvenir d'un viol. De nombreuses femmes sénégalaises se sont reconnues dans ce personnage, et l'actrice utilise sa notoriété pour s'en faire la porte-parole et réclamer justice.